# 源氏物語千年紀
源氏物語千年紀（げんじものがたりせんねんき）とは、『源氏物語』の成立千年を記念して行われた様々な事業である。

## 概要
『紫式部日記』の寛弘5年11月1日（1008年12月1日）の条に、「若紫」や「源氏」などの記述があることを根拠とし、2008年（平成20年）が、源氏物語が読まれていたことが記録上で確認される時期からちょうど一千年を迎えることを「大きな節目」と捉え、記念行事が実施された。

## 経緯
- 2006年（平成18年）
  - 11月1日 - 千玄室（代表）、秋山虔、梅原猛、瀬戸内寂聴、ドナルド・キーン、芳賀徹、村井康彦、冷泉貴実子の8名により「源氏物語千年紀のよびかけ」が行われた。
- 2007年（平成19年）
  - 1月 - 源氏物語千年紀委員会が発足した[3]。
  - 4月27日 - 源氏物語千年紀事務局が開設された。
- 2008年（平成20年）
  - 9月22日 - 記念切手「源氏物語 一千年紀」（1シート10枚組）が販売された[4]。
  - 11月1日 - 京都国際会議場で明仁天皇・皇后美智子（いずれも当時）が臨席し、記念式典ほかが、数日間行われた[5]。
- 2009年（平成21年）
  - 「源氏物語千年紀事業」が終了。公式サイトが閉鎖され、「源氏物語千年紀委員会」が「古典の日推進委員会」に改組された。

## 組織
源氏物語千年紀事業の中心的な推進組織として源氏物語千年紀委員会が置かれていた。源氏物語にゆかりの深い京都府、京都市、宇治市、京都商工会議所をはじめ、近畿の各府県や諸団体、文化庁などにより構成され、会長には京都文化交流コンベンションビューローの村田純一理事長が就任した。
源氏物語千年紀の事業は源氏物語千年紀委員会との関係で主催事業、共催事業、後援事業、協賛事業に分かれており、事業の趣旨・目的に応じて、委員会が事業者側に支援を行ったり逆に委員会が事業者側に対して協賛金または物品の提供を求めたりしていた。同委員会の元で実務を行う組織として事務局があり、京都と東京にオフィスが置かれていた。

## 事業
以下のような源氏物語に関するさまざまな事業が実施された。
- 源氏物語に関する講演会・シンポジウムや舞台演劇の開催
- 源氏物語に関する古文書・古美術品の展示会の実施
- 源氏物語に関する書籍の出版
- 源氏物語ルートバス（石山寺観光駐車場－宇治平等院観光駐車場）の運行